# میسامی غربی
میسامی باختری یا میسامیس اکسیدنتال (Misamis Occidental) یکی از استان‌های کشور فیلیپین است. این استان در جنوب این کشور قرار گرفته‌است و بخشی از جزیره میندانائو به‌شمار می‌رود.
مرکز این استان شهر اوروکیتا است. جمعیت آن کمتر از پانصد هزار نفر است. مساحت این استان کمتر از دو کیلومتر مربع است.